# Kê gian

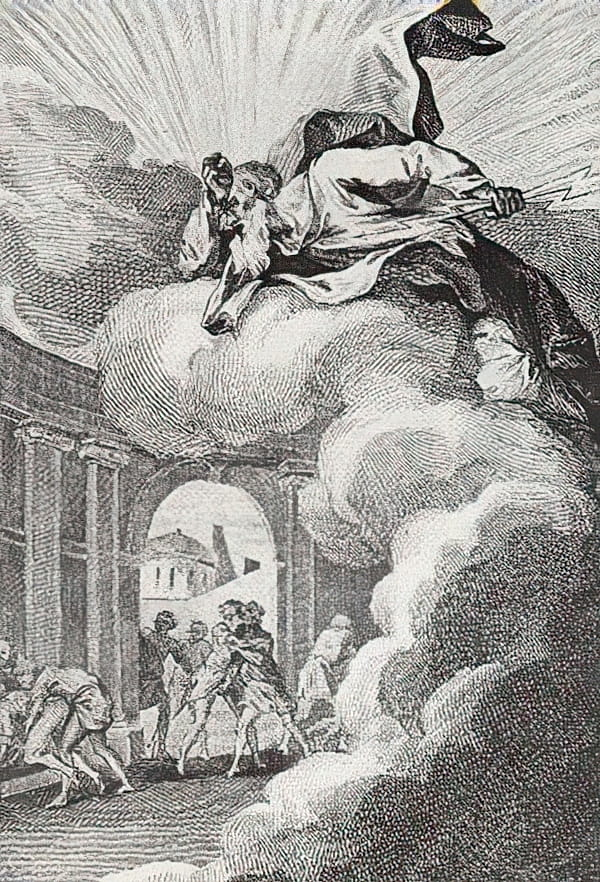
François Elluin, Sodomites provoking the wrath of God (người thành Sodom khích động cơn thịnh nộ của Thiên Chúa), trong Le Pot-Pourri de Loth, 1781

Kê gian (chữ Hán: 㚻姦、雞姦；tiếng Anh: sodomy, Tân La-tinh: sodomia) là một thuật ngữ trong Kitô giáo và luật khoa để chỉ những tội lỗi của hành vi tính dục được cho là phi tự nhiên, tức là những hành vi tính dục không tạo ra sự sinh sản, cụ thể hơn là những hành vi quan hệ tình dục qua đường hậu môn, hoặc miệng, quan hệ tình dục giữa người và động vật không phải người (thú dâm hay loạn dâm động vật). Ban đầu, thuật từ sodomia bắt nguồn từ câu chuyện về thành Sô-đôm và Gô-mô-rơ trong chương 18 và 19 của sách Sáng Thế Ký trong Cựu Ước chỉ giới hạn đối với tình dục hậu môn. Luật kê gian ở nhiều quốc gia không chỉ kết tội đối với hành vi tình dục qua đường hậu môn, mà còn mở rộng đối với tất cả các quan hệ tình dục bị chống đối khác. Tuy nhiên, ở thế giới phương Tây các luật này đã bị phá bỏ hoặc không được thực thi thường.

## Thuật ngữ
Kê gian (chữ Hán: 雞姦) là từ Hán-Việt, kê là con gà, gian là dâm loạn. Đào Duy Anh giảng kê gian là "con trai với con trai hoặc với con gái gian dâm với nhau nơi lỗ đít như gà" Thuật ngữ trong tiếng Latinh Giáo hội (Ecclesiastical Latin) là peccatum Sodomiticum, nghĩa là "tội lỗi của người dân thành Sô-đôm", có nguồn gốc từ tiếng Hy Lạp Σόδομα Sódoma. Trong Sáng Thế Ký (chương 18-20) thuật lại chuyện Chúa Trời muốn hủy diệt hai thành phố đầy tội lỗi Sô-đôm và Gô-mô-rơ (Sodom & Gomorrah). Hai thiên sứ được Lót đón tiếp và mời nghỉ đêm tại nhà. "Người nam ở Sô-đôm, từ trẻ đến già" đến bao vây quanh nhà Lót và yêu cầu ông phải đưa 2 người khách ra để họ "biết". Lót phản đối vì đây là những vị khách của ông, và đề nghị họ hãy lấy 2 người con gái chưa chồng của ông để thay thế, nhưng dân thành Sô-đôm hăm dọa sẽ đối đãi với Lót còn tệ bạc hơn cả đối với hai khách kia. Sau đó, 2 thiên sứ đã phạt dân thành Sô-đôm đều bị "quáng lòa mắt, cho đến đỗi tìm cửa mệt mà không được".
Hiện nay, thuật ngữ này được dùng trong luật. Trong quá khứ, nó từng xuất hiện thường xuyên trong các luật pháp của các nền văn minh thuộc Do Thái giáo, Cơ Đốc giáo, Hồi giáo. Nhưng ở thời hiện đại, nó chỉ còn xuất hiện ở châu Phi, các nước Hồi giáo và Hoa Kỳ. Trong nhiều điều luật hình sự của Hoa Kỳ, từ kê gian (sodomy) nói chung đã được thay bởi thuật ngữ quan hệ tình dục lệch lạc (deviant sexual intercourse), được hiểu như là bất kỳ hình thức giao hợp thâm nhập hoặc quan hệ tình dục bằng miệng giữa những người không có quan hệ hôn nhân. Những luật này không được thừa nhận và đôi khi bị phát hiện vi hiến hoặc bị thay thế bằng luật khác. Ở những nơi khác, từ kê gian (sodomy) chỉ được sử dụng hợp lệ giới hạn trong các vụ hiếp dâm qua đường hậu môn.